# Municipio de Union (condado de Louisa)
El municipio de Union (en inglés: Union Township) es un municipio ubicado en el condado de Louisa en el estado estadounidense de Iowa. En el año 2010 tenía una población de 203 habitantes y una densidad poblacional de 2,9 personas por km².

## Geografía
El municipio de Union se encuentra ubicado en las coordenadas 41°20′38″N 91°26′50″O / 41.34389, -91.44722. Según la Oficina del Censo de los Estados Unidos, el municipio tiene una superficie total de 70.11 km², de la cual 69 km² corresponden a tierra firme y (1,58 %) 1,11 km² es agua.

## Demografía
Según el censo de 2010, había 203 personas residiendo en el municipio de Union. La densidad de población era de 2,9 hab./km². De los 203 habitantes, el municipio de Union estaba compuesto por el 96,55 % blancos, el 0,49 % eran asiáticos, el 1,97 % eran de otras razas y el 0,99 % eran de una mezcla de razas. Del total de la población el 4,43 % eran hispanos o latinos de cualquier raza.